# James Papez
James Wenceslaus Papez (n. 18 august 1883 – d. 13 aprilie 1958) a fost un neuroanatomist american. Papez a primit licența de doctorat în medicină la Universitatea din Minnesota. Este renumit pentru descrierea în 1937 a circuitului Papez, care este o cale neuronală a creierului considerată a fi implicată în controlul cortical al emoției. 